# Groot (munt)

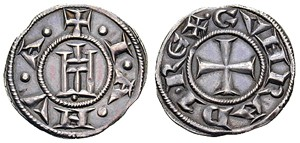
Een groot uit Genua, ca. 1272

De groot (Engels: groat, Italiaans: grosso, Duits: Groschen, Frans: gros) was oorspronkelijk een Venetiaanse munt (ca. 1200). Door de transcontinentale handel raakte de groot ook in Frankrijk en de Nederlanden in gebruik. De originele Franse gros werd in de 13e eeuw voor het eerst geslagen en had een waarde van 12 zwarte tournooisen (denier tournois). Oorspronkelijk grote tournooise genoemd, kregen deze munten al snel de naam groot.

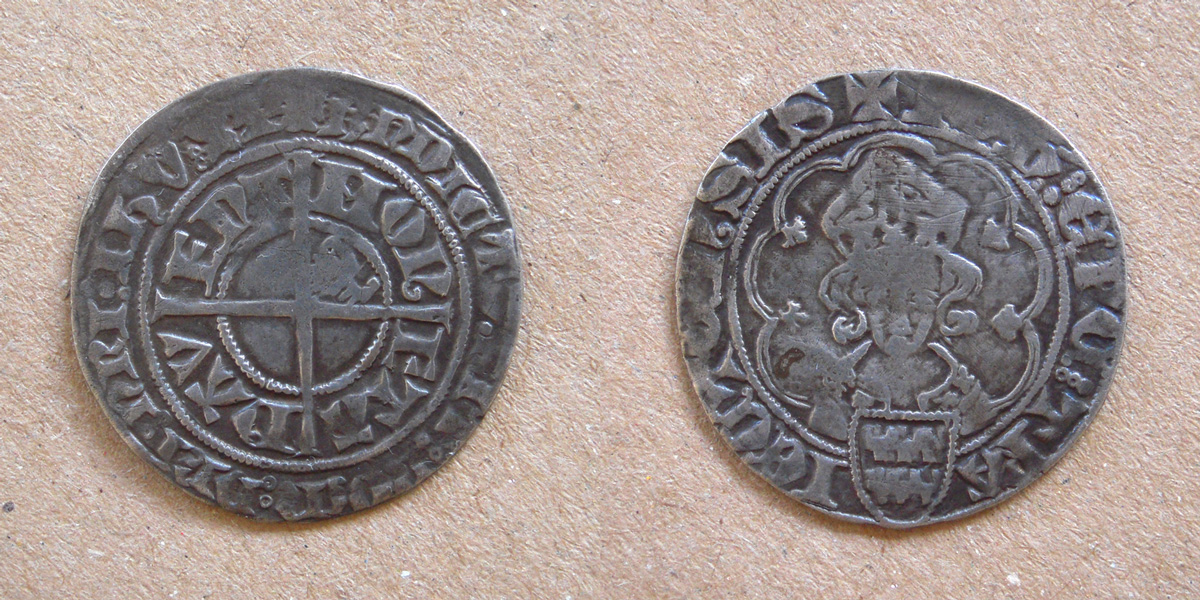
Zilveren groot, geslagen te Deventer op naam van Jan van Arkel, bisschop van Utrecht (1342-1364)

In de 14e eeuw begon men de munt ook in Vlaanderen te slaan. De munt verspreidde zich snel en werd in Noordwest-Europa een van de standaardmunten. Een munt ter waarde van twee groten duikt er op onder Filips de Stoute (1384-1404), de dubbelgroot of specifiek voor Vlaanderen de botdrager. In de 15e eeuw wordt in de Nederlanden een munthervorming doorgevoerd. De waarde van de dubbelgroot wordt vastgesteld op een twintigste deel van een Rijnlandgulden. In 1496 wordt de laatste enkelgroot geslagen. Rond deze periode komt ook een nieuwe benaming in omloop voor de dubbelgroot, de (Brabantse) stuiver.
In Vlaanderen had de groot een waarde van 1 denier (en 1 denier is 1/12 schelling). 1 Vlaamse groot had de waarde van 12 denier parisis.
In Nederland en gedeeltelijk ook in Vlaanderen had één groot de waarde van ½ stuiver.